# San Javier (Murcia)
San Javier is een gemeente in de Spaanse provincie en regio Murcia met een oppervlakte van 75 km². San Javier telt 31.782 inwoners (1 januari 2016). De oorsprong van San Javier dateert uit de zeventiende eeuw, toen er een gebouwd werd rond een kapel gewijd aan St. Franciscus Xaverius en dit op het kruispunt waar verschillende kustwegen samenkwamen.
De grenzen van de gemeente wordt bepaald door de volgende gemeenten: Pilar de la Horadada, Murcia, San Pedro del Pinatar, Torre-Pacheco, Cartagena en Los Alcázares. Eerst maakte San Javier deel uit van de stad Murcia, totdat het op 16 september 1836 een onafhankelijke gemeente werd. Op 13 oktober 1983 moest het samen met Torre-Pacheco een deel van haar grondgebied afstaan om de gemeente Los Alcázares te vormen.
Naast de autosnelweg AP-7, Autopista del Mediterráneo en de oude nationale weg N323, bevindt zich de luchthaven Aeropuerto de Murcia-San Javier. Deze luchthaven heeft zowel een burgerlijke als militaire opdracht. De burgerlijke taak werd echter veel beperkter toen op 15 januari 2019 de luchthaven, Aeropuerto de Murcia-Corvera of Murcia International Airport gelegen tussen Murcia en Cartagena, opengesteld werd en alle lijnvluchten overgeheveld werd naar deze nieuwe luchthaven.

## Natuurreservaten
Er zijn tal van beschermde natuurparken binnen de gemeente San Javier:
- Mar Menor. Aangewezen door de VN als speciaal beschermde gebied van de Middellandse Zee. Bovendien is het gebied erkend als een watergebied van Internationaal belang onder Conventie van Ramsar. Drie van de vijf eilanden van de Mar Menor, namelijk Isla Perdiguera, Isla Mayor of ook Isla del Barón genaamd en Isla Grosa.

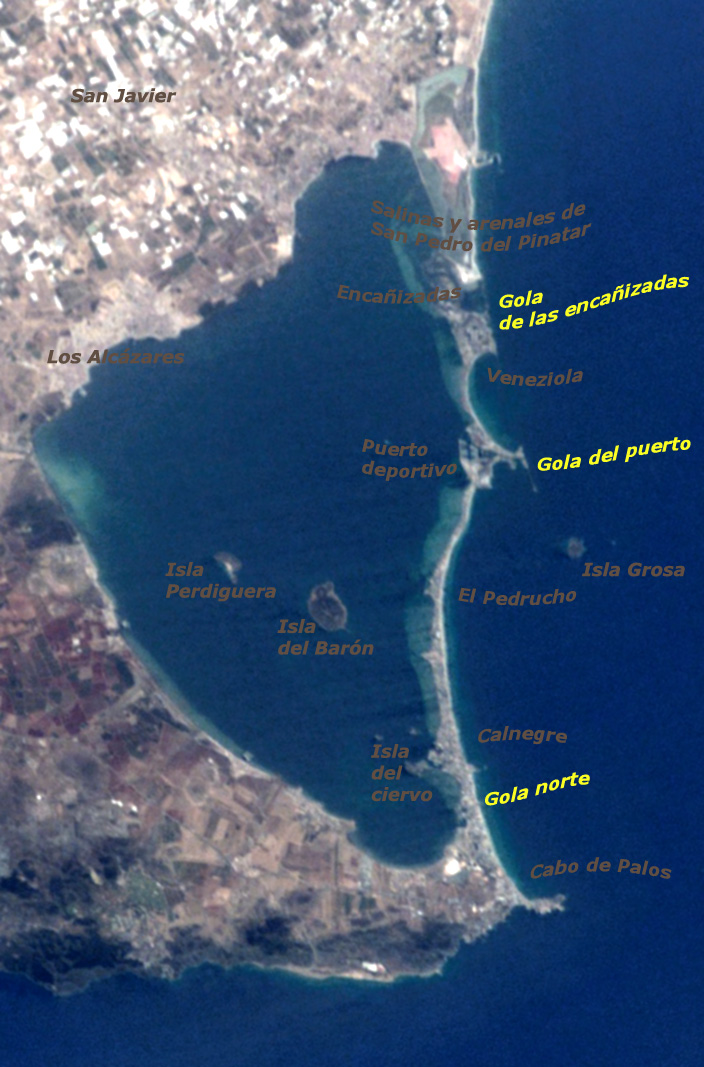
Satellietbeeld met namen eilanden en stranden van La Manga del Mar Menor.
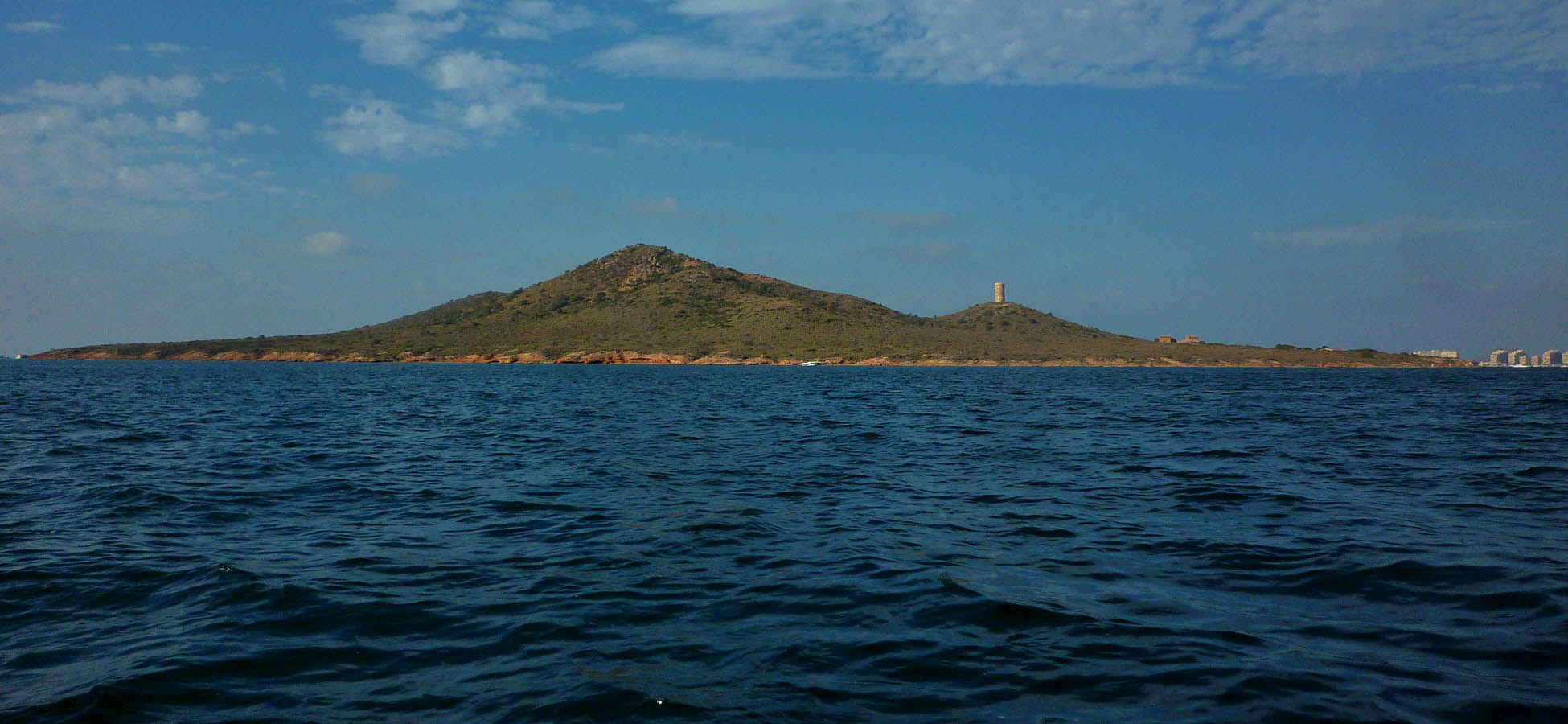
Isla del Barón bevindt zich in het midden van de Mar Menor.
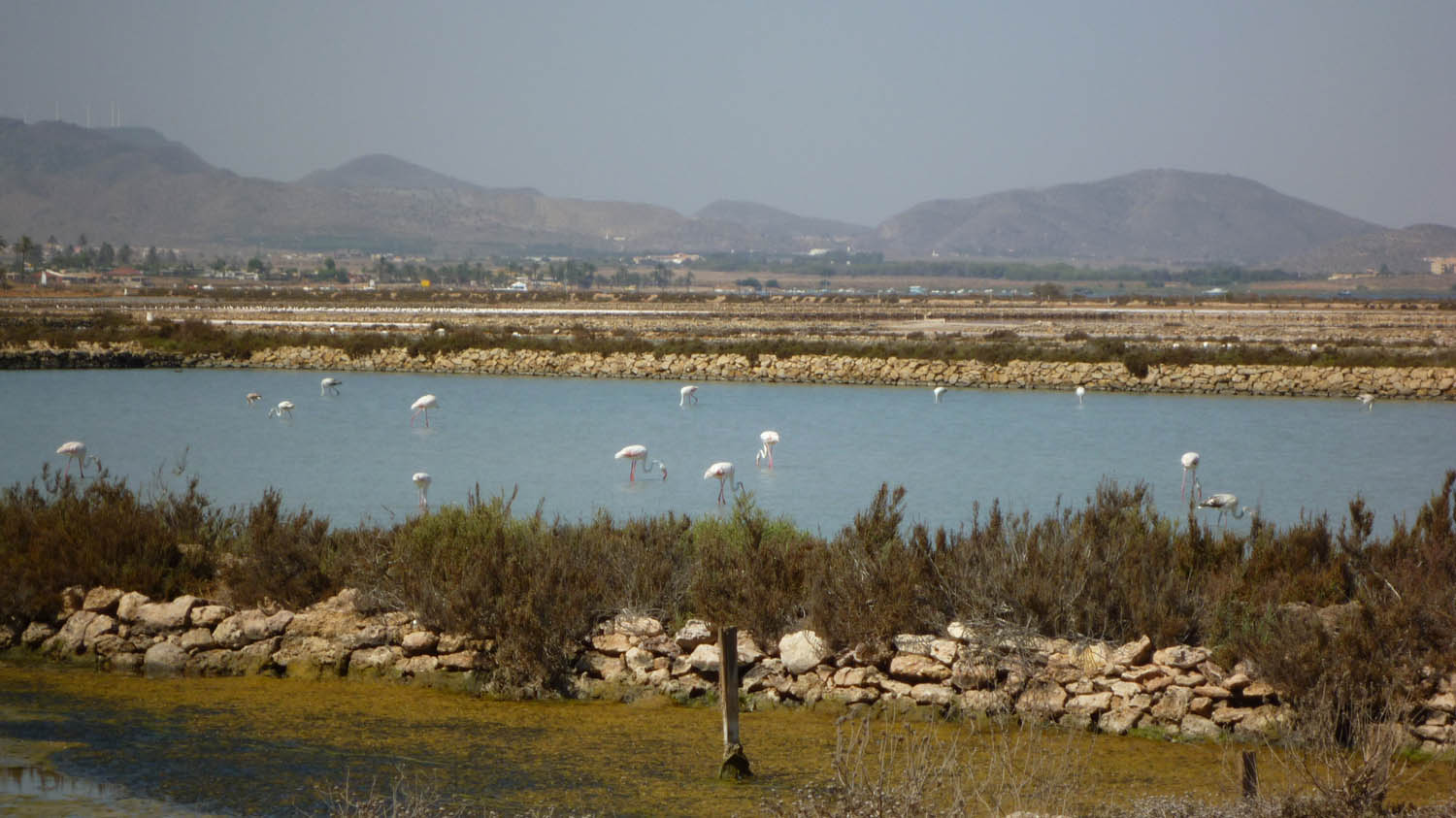
flamingo in de zoutmijnen van Marchamalo
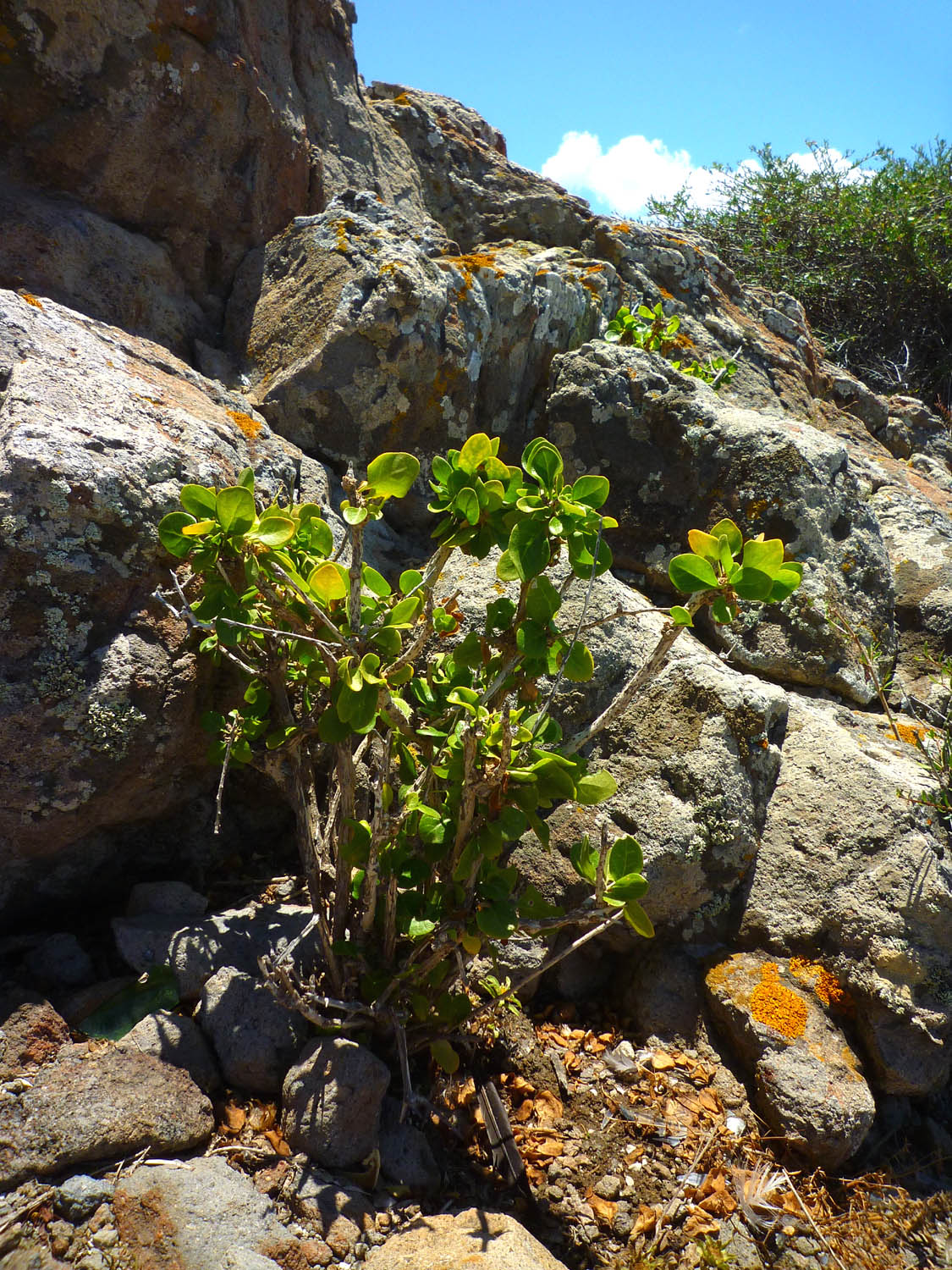
Withania frutescens
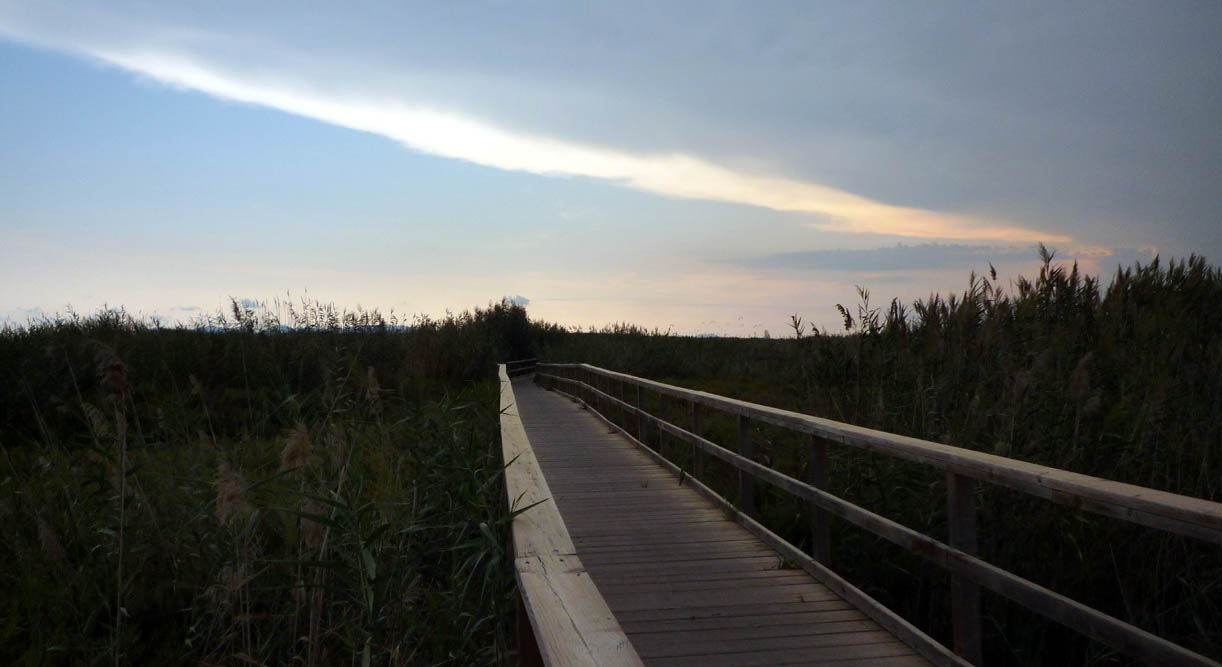
Beschermde ruimte van het strand La Hita.

- Beschermde ruimte van het strand genaamd La Hita. Dit gebied bevindt zich ten zuiden van de gemeente aan de oevers van Mar Menor. Het beschermde gebied wordt gedeeld met de gemeente Los Alcázares. Het is een verzopen gebied, hoofdzakelijk bestaande uit riet (Phragmites australis) waarin zich broedende vogels zoals de steltkluut, de sternula, de kleine karekiet of de blauwe reiger gespot kunnen worden. Het wordt beschermd in de zogenaamde open ruimtes en de eilanden van de Mar Menor.

## Demografische ontwikkeling
Bron: INE; 1857-2011: volkstellingen
Opm.: In 1983 verloor San Javier een deel van haar grondgebied aan de nieuwe gemeente Los Alcázares
Abanilla · Abarán · Águilas · Albudeite · Alcantarilla · Aledo · Alguazas · Alhama de Murcia · Archena · Beniel · Blanca · Bullas · Calasparra · Campos del Río · Caravaca de la Cruz · Cartagena · Cehegín · Ceutí · Cieza · Fortuna · Fuente Álamo de Murcia · Jumilla · La Unión · Las Torres de Cotillas · Librilla · Lorca · Lorquí · Los Alcázares · Mazarrón · Molina de Segura · Moratalla · Mula · Murcia · Ojós · Pliego · Puerto Lumbreras · Ricote · San Javier · San Pedro del Pinatar · Santomera · Torre-Pacheco · Totana · Ulea · Villanueva del Río Segura · Yecla